# Kohimarama (Nouvelle-Zélande)

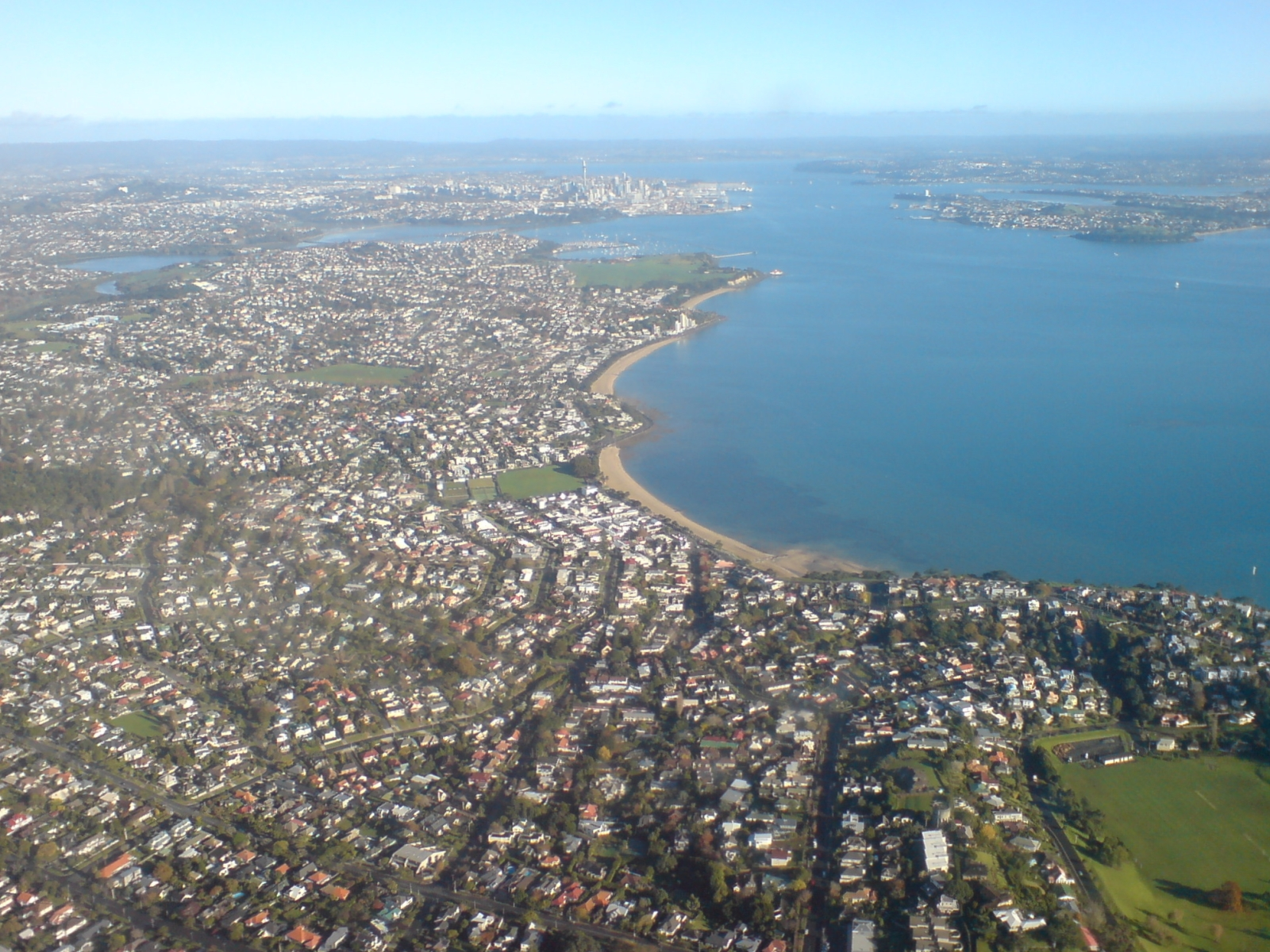
En regardant vers l'ouest au-dessus de 'Eastern Beaches', Kohimarama est à mi-distance.
Les trois plages dans le lointain sont : « St Heliers », puis « Kohimarama », enfin « Mission Bay ».

La ville de Kohimarama est une banlieue résidentielle côtière de la cité d'Auckland, située dans l'Île du Nord de la Nouvelle-Zélande.

## Situation
La banlieue de Kohimarama est localisée vers l'est de la cité d'Auckland, avec de nombreuses maisons, qui ont la meilleure vue sur le port d'Auckland. Kohimarama est située entre la banlieue de Mission Bay et celle de Saint Heliers et elle a une plage accessible avec une promenade de bord de mer avec un grand espace vert pour les loisirs parmi les zones résidentielles.

## Population
Selon le recensement de la population en Nouvelle-Zélande de 2013, la ville de Kohimarama a une population de 7 092 habitants .

## Gouvernance
Le gouvernement local de Kohimarama est de la responsabilité du board local d’Orākei (en), qui comprend aussi les banlieues d'Orakei, de  Mission Bay, de Saint Heliers , de Glendowie, de St Johns, de Meadowbank, Remuera et Ellerslie .

## Toponymie
La localité de Kohimarama est habituellement considérée comme une partie du « Kohimarama Block » constituée à partir des terres des indigènes Maori, acquises par les colons européens.
C'était une large zone, allant d'Orakei-Mission Bay jusqu'au fleuve Tamaki et au mouillage de Waitemata Harbour jusqu'à la limite de la ville de Panmure.
L'ancien nom de la banlieue de Kohimarama était Waiparera, « duck water », car la zone était un terrain de reproduction des « parera » (le canard sauvage gris).
Le nom était utilisé par les Māori et par les colons européens : les Pākehā, jusqu'en 1870.

## Histoire
Arrivant à Auckland en 1841, William Field Porter (en), était en retard d'un mois pour participer à la vente aux enchères du premier Gouvernement, mais devint après la deuxième vente aux enchères ,le premier colon de la banlieue actuelle de Kohimarama .
La zone consistait alors en un lagon, un marais avec des arbres de type raupo et la plage de Kohimarama, la plus longue plage du mouillage.
Porter envoya des hommes pour nettoyer, clôturer et drainer le secteur.
L'un de ces hommes était Thomas Kemp, un propriétaire terrien de la banlieue voisine de Mission Bay .
Le quai de Kohimarama fut construit en 1912 sur la pointe de « Pipimea Head » entre Kohimarama et Mission Bay ,.
Le premier commerce dans Kohimarama fut un salon de thé, qui accueillait les personnes arrivant sur le quai nouvellement construit.
L'accès au quai n'était pas facile et les personnes devaient marcher en contournant les rochers vers et en revenant du quai, qui fut finalement relié aux bâtiments par une route connue maintenant sous le nom de Tamaki Drive (en) .
À partir de 1892 et jusqu'en 1919, Kohimarama fut aussi connu sous le nom de « Jockey Bay », car le secteur fut utilisé comme terrain d'entraînement pour les courses de chevaux.
En 1919, les écuries furent retirées et déplacées vers Ronaki Road dans Mission Bay, et le terrain de Kohimarama fut loué à W.H. Madill, comme ferme laitière .
Aujourd'hui, Kohimarama est une des plages les plus calmes, située le long de Tamaki Drive avec quelques cafés chics, qui sont présents le long du front de mer.
Le « Kohimarama Yacht Club » est aussi situé sur Tamaki Drive.
Ce club fut mis en place en 1939 pour les jeunes, et la construction du club house à « Gower’s Point », entre Kohimarama et Saint Heliers, fut terminée en 1957 .

## Zones Naturelles
La banlieue de Kohimarama a plusieurs réserves naturelles nommées : Madills Farm Recreational Reserve, Mary Atkin Reserve, Kohimarama Beach Reserve, Sage Road Reserve et Speight Road Reserve.
- Madills Farm Recreational Reserve est une partie de la ferme laitière de W.H. Madill datant de 1919.

Il y a quatre terrains de jeux sur la moitié nord de la réserve .
- 'Mary Atkin Reserve, qui est nommée d'après la fille d'un des premiers missionnaires, est un espace vert ouvert, où l'on peut promener son chien [6].
- Kohimarama Beach Reserve est principalement utilisé pour la natation.

Elle est localisée à l'est du « Kohimarama Yacht Club » et de nombreux bateaux de course se tiennent là.
il y a une rampe pour mettre les bateaux à l'eau, un stand pour les vélos et des toilettes .
- Sage Road Reserve et Speight Road Reserve fonctionnent toutes les deux comme des voies d'accès vers la Madills Farm Recreational Reserve[8] , [9].

## Éducation
Kohimarama est le siège de deux écoles primaires et une école secondaire :
- St Thomas'School, école de Kohimarama (en), et le collège Selwyn (en), qui ont une population étudiante de plus de 1 000 élèves.

Les écoles catholiques sont situées à proximité immédiate :
- le Sacred Heart College dans la banlieue de Glen Innes
- le St Peter's collège d’Auckland, dans la banlieue de Grafton
- le collège Baradene du sacré cœur (en) dans la banlieue de Remuera.

## Sports
Le club de football  du Eastern Suburbs AFC, qui participe aux compétitions dans le Lotto Sport Italia NRFL Division 1 (en), fut couronné champion en 2011, est basé dans la banlieue de Kohimarama.
D'autres clubs sportifs sont : le club de tennis de Kohimarama, le Kohimarama Yacht Club et le Kohimarama Bowling Club qui fut autrefois connu comme le « Mission Bay Women's Bowling Club ».
Le club changea son nom en octobre 2013 après avoir modifié ses règles à propos de l'autorisation pour les hommes de rejoindre le club .

## Galerie

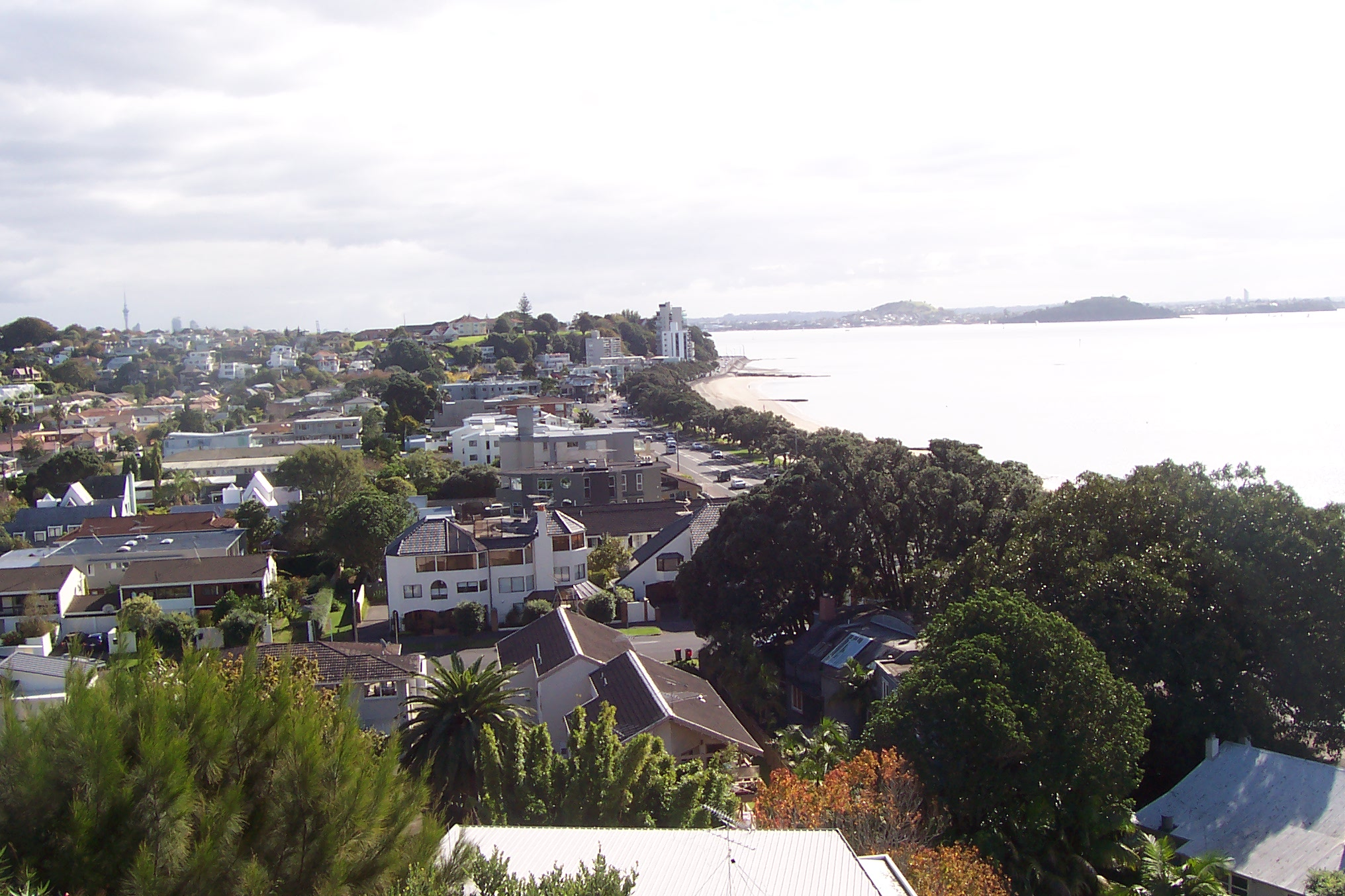
Vue de la banlieue de Kohimarama
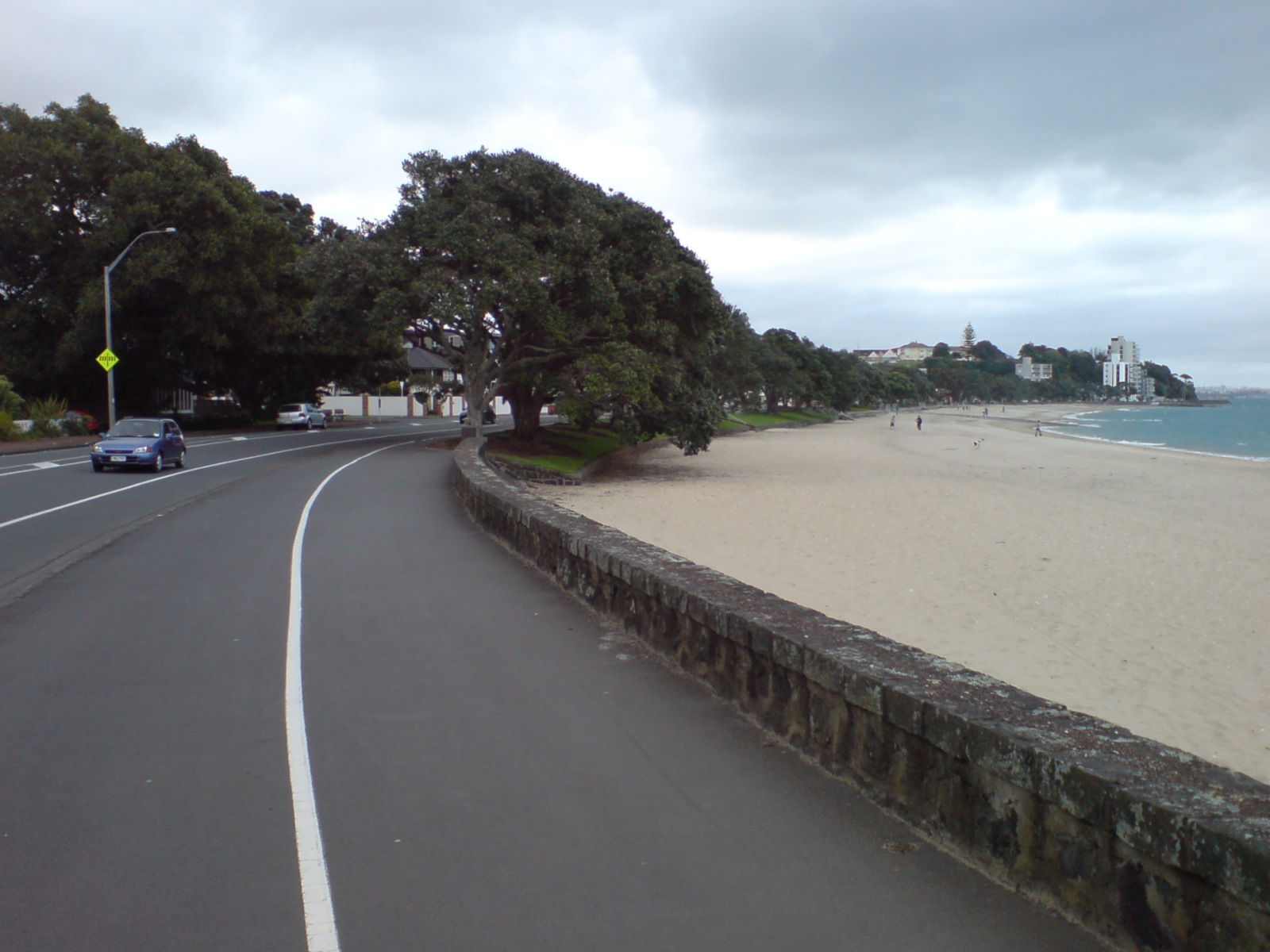
Plage de Kohimarama et Tamaki Drive
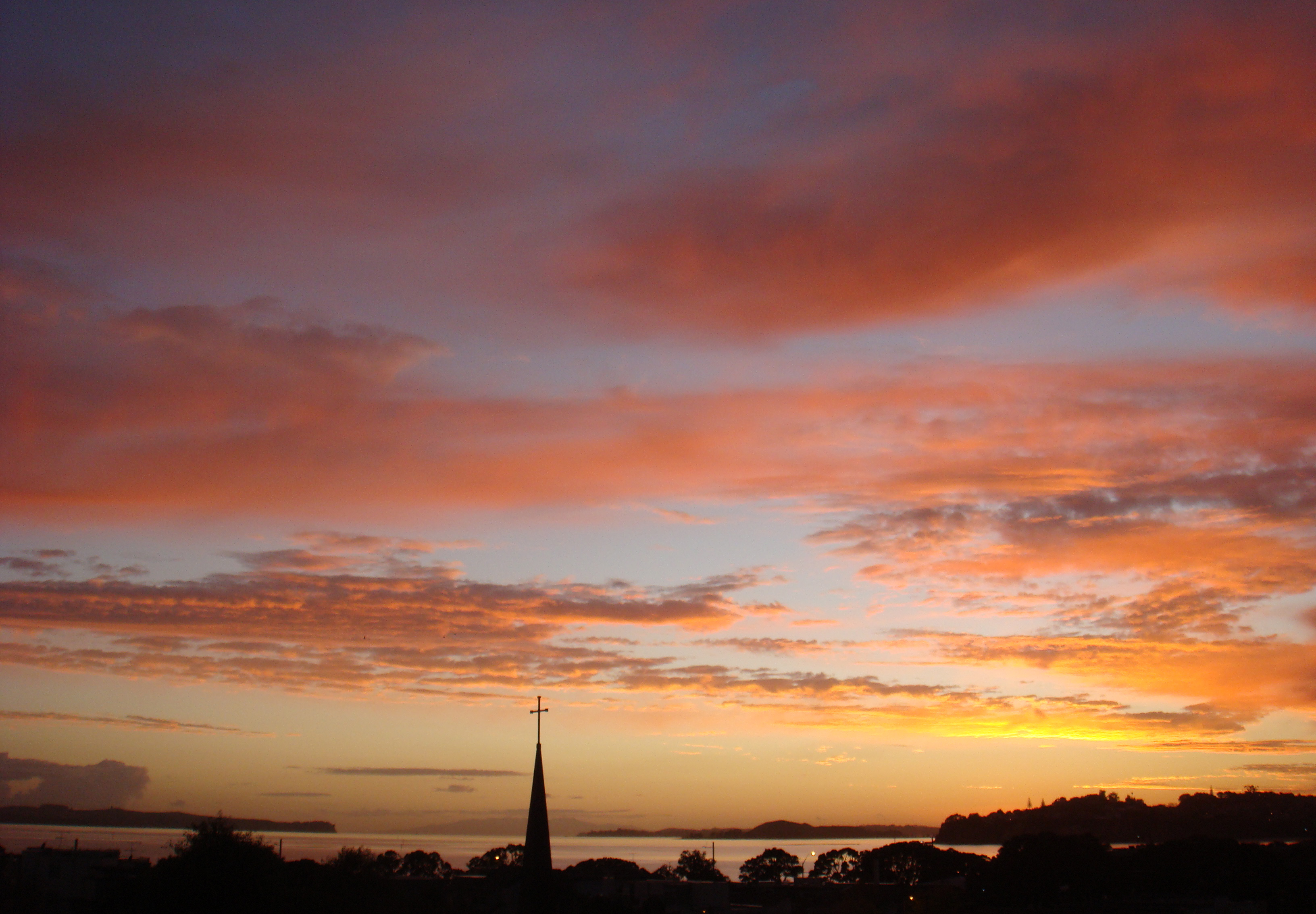
Lever de soleil le 1er mai 2009
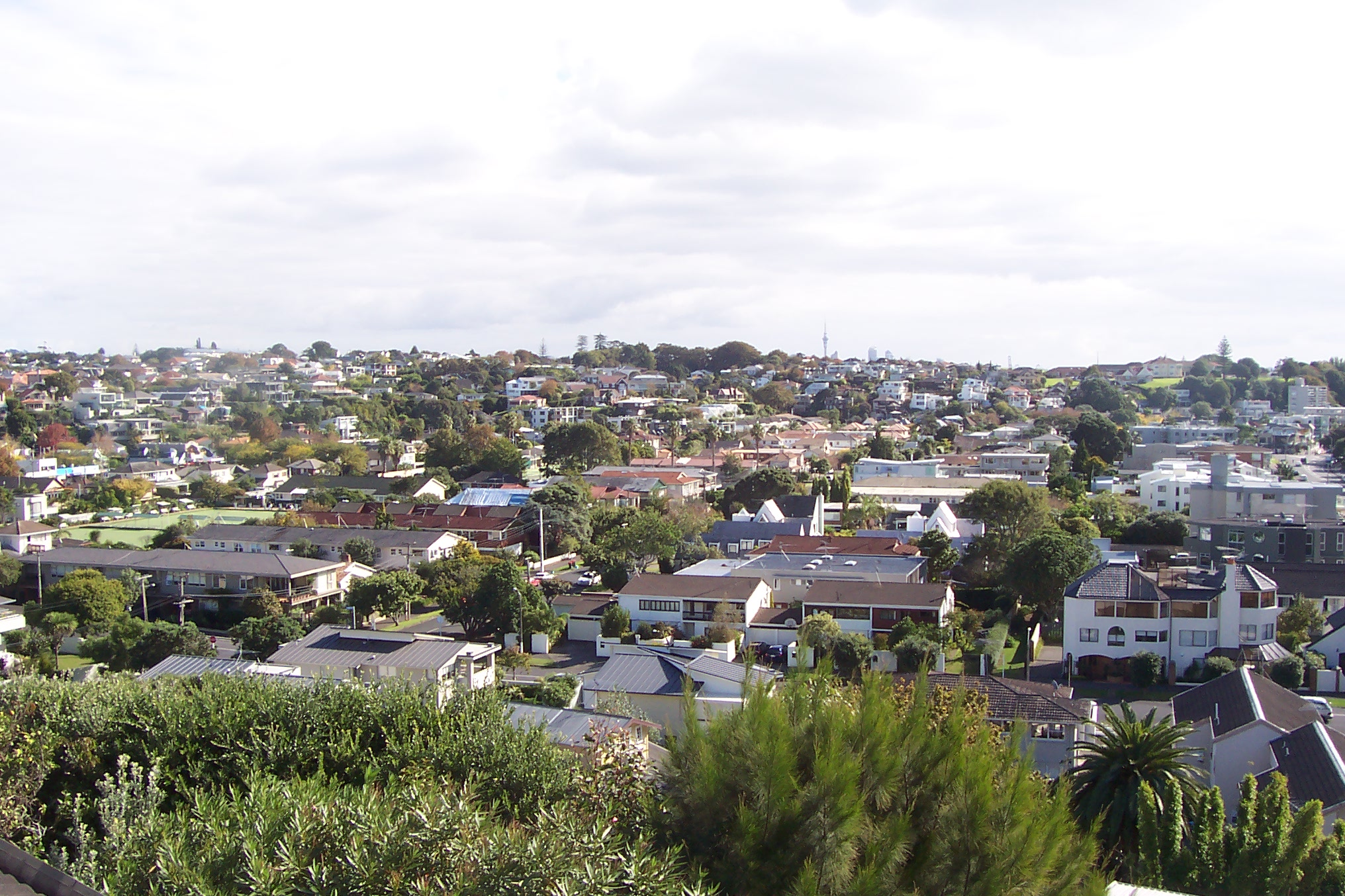
Vue de Kohimarama.

## Autres lectures
- (en) The Lively Capital, Auckland 1840-1865, Una Platts. Avon Fine Prints Limited New Zealand 1971.